# Aulus Cornelius Celsus
Aulus Cornelius Celsus (n. 25 î.Hr. – d. 50 d.Hr.) a fost medic-enciclopedist roman, supranumit Hippocrate
al latinilor și Cicero al medicinei.

## Contribuții

De medicina

### Scrieri
Lucrarea sa enciclopedică Artes îmbrățișează domeniile: agricultură,  filozofie, retorică, drept